# 西平安名岬

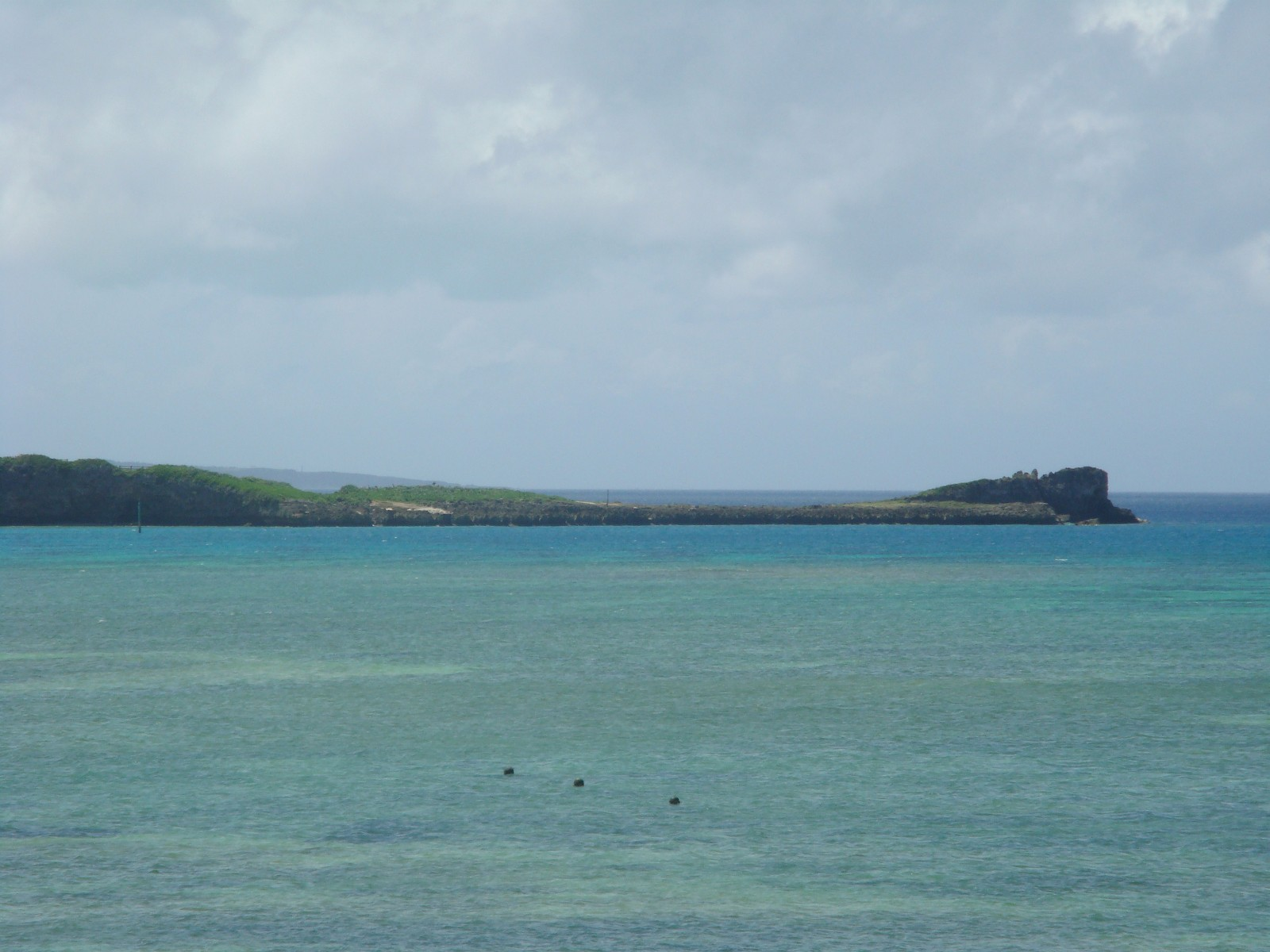
西平安名岬（2007年9月撮影）

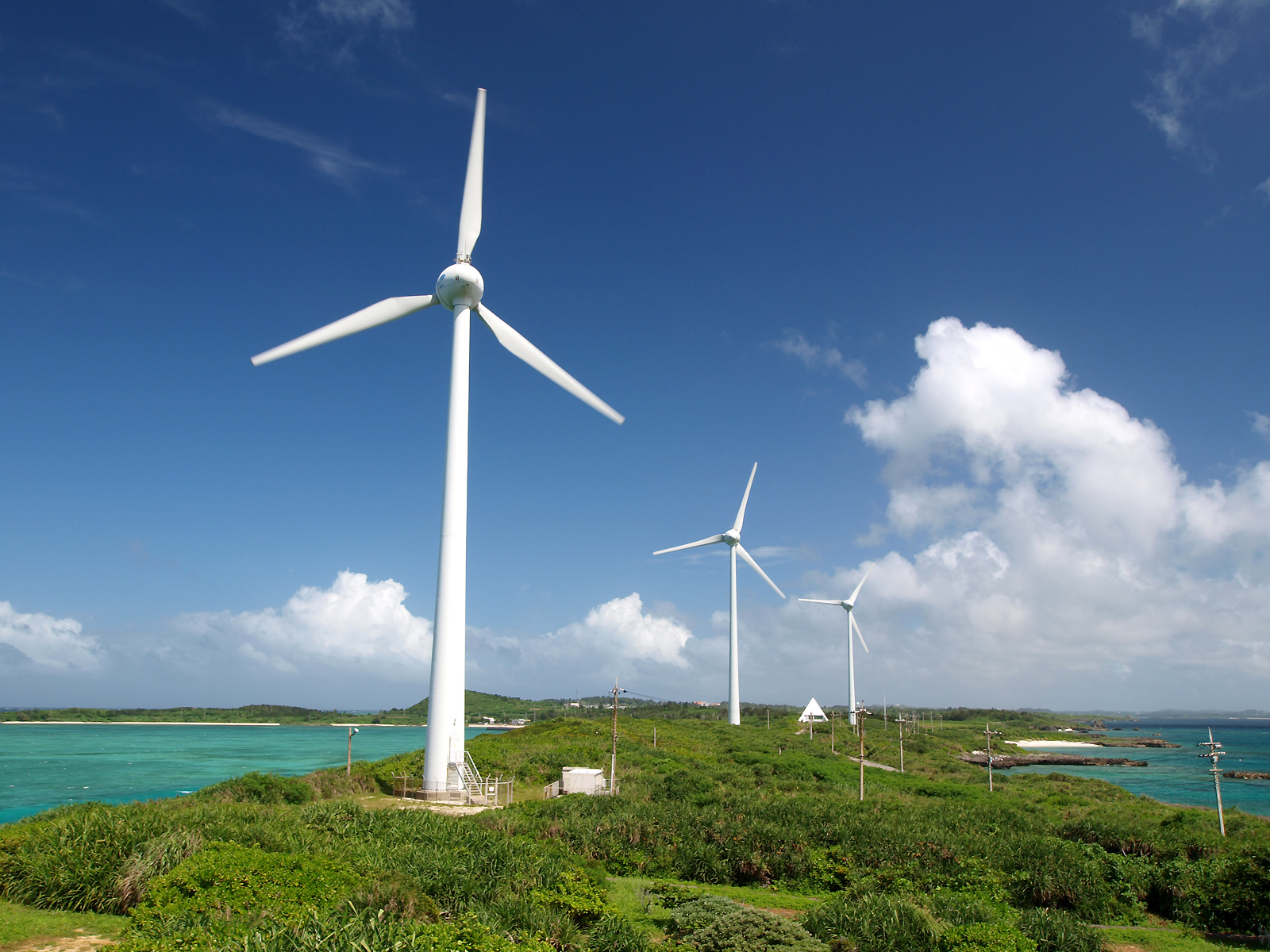
西平安名岬の風車（2009年7月撮影）

西平安名岬（にしへんなざき）は、沖縄県宮古島市平良狩俣に位置し、東シナ海に面する岬である。
北緯24度54分37秒、東経125度15分18秒
北緯24度54分37秒 東経125度15分18秒 / 北緯24.91028度 東経125.25500度座標: 北緯24度54分37秒 東経125度15分18秒 / 北緯24.91028度 東経125.25500度。
宮古島の西端にあたる（北端は、北側に並行する世渡崎）。西平安名崎とも書く。

## 名称
宮古島の東端には東平安名岬があるが、地元ではともに「ピャウナザキ」と呼ばれていたとされる。1644年の『正保国絵図』や1647年の『宮古八重山両島絵図帳』では、西平安名岬は「ひゃんな崎」、東平安名岬は「百名崎」と記されている。｢西平安名崎」という名称が用いられた初期の史料としては、1923年（大正12年）発行の『宮古郡島地図』が挙げられる。主に沖縄方言で西のことを「いり（太陽が入る）」と呼ぶことから「いりへんなざき」とも読む（原音としては「いりひゃんなざち」が近い）と言われているが、元来は宮古ことばで北の平安名を意味する「にすへんな」と呼ばれており、後に訛って「にしへんな」となった。そこに漢字を当てた際「西平安名」としてしまい、そこから「いりへんな」と呼ばれるようになったという説もある。

## 地理
- 北西1.5kmに池間島が浮かぶ。ただし、宮古島と池間島とは、この岬ではなく、北隣の世渡崎から伸びる池間大橋（1992年2月完成、全長1,425m）でつながっている。
- 同じ宮古島の岬でも、荒々しく男性的な地形の東平安名岬に比べると穏やかな風景が広がる。
- 岬の中ほどから先端にかけて、風力発電のために風車が5基立てられていたが、2002年の台風16号で1基が倒壊し[2]、残る4基も2003年の台風14号によって倒壊した。以来、長期に渡って復旧していなかったが、2008年6月に3基が復旧し稼働を開始している[3]。
- 岬の中ほどには宮古馬の放牧場がある。

## 周辺
- 島尻マングローブ林

## 交通
- 沖縄県道230号池間大浦線

## 関連記事
- 東平安名岬